# ゴーン・トロッポ
『ゴーン・トロッポ』(Gone Troppo)は、1982年10月27日に発表されたジョージ・ハリスンのアルバム。日本国内では同年11月17日にワーナー・パイオニアからリリースされた。

## 解説
ビートルズ時代からエンジニアとしてジョージ・ハリスンを支えてきたフィル・マクドナルドと、前作でもプロデュースに携わったレイ・クーパーを共同プロデューサーに迎えて制作された、1982年発表のスタジオ・アルバム。全体的にどこか鬱積した雰囲気が漂っていた前作『想いは果てなく〜母なるイングランド』とは対照的に、マリンバなどを効果的にフィーチャーした南国的でポップなサウンドの明るいアルバムに仕上がっている。パンク・ロックやヒップホップなど、この頃からミュージック・シーンで台頭するようになった新しいタイプの音楽を軽蔑する発言を繰り返していたハリスンだが、このアルバムにおけるドラム・マシンの導入やシンセサイザーの多用などといったサウンド・アプローチからは、微々たるものではあるが時代へ迎合するアプローチも見受けられる。アルバムの雰囲気をそのまま具現化したような派手なジャケット・デザインおよびアートワークは、かつてのハリスンの作品「主人公レッグス」（アルバム『ジョージ・ハリスン帝国』収録）のモデルにもなったボンゾ・ドッグ・ドゥー・ダー・バンドの“レッグス”ラリー・スミスの手によるものである。
前作に纏わる様々なごたごたによってすっかり音楽業界に嫌気がさしていたのか、ハリスンはこのアルバムに関する宣伝活動を全く行わなかった。所属レコード会社のワーナー・ブラザース・レコードも宣伝に力を入れようとはしなかったため、アルバムは発売されるなり殆ど無視されることとなった。その結果アメリカではビルボードのアルバムチャートでは最高108位と失敗に終り、『キャッシュボックス』誌では、100位圏内の最高位67位にランクされたが、解散後、最も低調なチャート・アクションだった。本国イギリスや日本に至ってはチャートインすることさえできなかった。このアルバムが注目されることなく発表されたあとハリスンは本業を半ば引退した状態となり、副業の映画制作や趣味の庭仕事などに没頭するようになっていく。
共同プロデューサーを務めたマクドナルドはこのアルバムが発売された当時「ジョージの音楽を理解できるのはファンだけだと思う。ジョージは自分の好きなようにやってるだけなんだから」というコメントを残している。1991年に初めてCDで発売され、その後レコード会社との契約の問題から長年廃盤になっていたが、デジタル・リマスタリングを施されて2004年3月にEMI傘下で再発された。その際にはボーナス・トラックとして「ミスティカル・ワン」のデモテープが追加収録された。

## 収録曲の概要
全く世間の話題にのぼることのなかった作品だということもあり、どの楽曲についてもハリスン自身が具体的なコメントを寄せることはなかった。「アイ・リアリー・ラヴ・ユー」は、1961年にステレオズによって発表されたドゥーワップ調のナンバーのカヴァー曲である。イントロで聴かれるパーカッショニストのレイ・クーパーによる足拍子は、リンゴ・スターが提案したものだといわれている。「ミスティカル・ワン」は、ハリスンが親友のエリック・クラプトンに捧げた作品。「オ・ラ・イ・ナ・エ（ドリーム・アウェイ）」は、1981年にハリスンが経営していた映画会社から配給され、大ヒットを記録したテリー・ギリアム監督、グレッグ・ワーノックとショーン・コネリー主演の映画『バンデットQ』の主題歌のリミックス・バージョンである。日本限定でシングル・カットされた。「サークルズ」は、ハリスンがビートルズのメンバーだった1960年後半には既にその骨子が出来上がっていたナンバーで、アルバム『レット・イット・ビー』のセッション（通称ゲット・バック・セッション）の中でも演奏されていた。

## 収録曲
- All Songs by George Harrison (Except where Noted)

1. 愛に気づいて - "Wake Up My Love" —  (3:34)
2. ザッツ・ザ・ウェイ・イット・ゴーズ - "That's The Way It Goes" — (3:34)
3. アイ・リアリー・ラヴ・ユー - "I Really Love You" — (2:54)
(Composed by Leroy Swearingen)
4. グリース - "Greece"' — (3:58)
5. ゴーン・トロッポ - "Gone Troppo" — (4:25)
6. ミスティカル・ワン - "Mystical One" — (3:42)
7. アンノウン・ディライト - "Unknown Delight" — (4:16)
8. ベイビー・ドント・ラン・アウェイ - "Baby Don't Run Away" — (4:01)
9. オ・ラ・イ・ナ・エ (ドリーム・アウェイ) - "Dream Away" — (4:29)
10. サークルズ - "Circles" — (3:46)
アディショナル・トラック
11. ミスティカル・ワン [デモ] - "Mystical One" — (6:02)